# Rosen im Herbst
Rosen im Herbst ein deutscher Spielfilm aus dem Jahr 1955. Regie führte Rudolf Jugert, in den Hauptrollen agieren Ruth Leuwerik, Bernhard Wicki und Carl Raddatz, in tragenden Rollen Lil Dagover, Paul Hartmann und Günther Lüders. Es handelt sich um eine Verfilmung des Romans Effi Briest von Theodor Fontane. Die Uraufführung des Films fand am 29. September 1955 in Nürnberg statt.

## Handlung
Der karrierebewusste Landrat Geert von Innstetten möchte die 18-jährige Effi Briest heiraten. Sie weist ihn nicht ab, wird jedoch nicht glücklich an der Seite des deutlich älteren und sehr pflichtbewussten Mannes. In der pommerschen Kleinstadt, in der Innstetten als Landrat seinen Dienst versieht, ist Effi gesellschaftlich isoliert. Auch wegen der Vernachlässigung durch den Ehemann beginnt sie eine Affäre mit Major von Crampas. Die Beziehung endet, als Innstetten beruflich nach Berlin geht. 
Effi und Innstetten finden wieder zueinander und verleben glückliche Jahre mit ihrer Tochter in Berlin. Per Zufall findet Innstetten Briefe von Crampas an Effi und fordert diesen daraufhin zum Duell; dabei fällt Crampas. Bei der Scheidung der Innstettens wird das Kind dem Vater zugesprochen. Effi muss sich mit Klavierunterricht finanziell über Wasser halten. Auch ihre Eltern haben sich wegen des gesellschaftlichen Skandals von ihr abgewandt. Erst als Effi todkrank ist, gewähren ihr die Eltern eine Rückkehr ins elterliche Haus, wo sie stirbt.

## Produktionsnotizen
Der Film wurde von der Produktionsfirma KG Divina GmbH & Co. hergestellt. Die Firma gehörte Ilse Kubaschewski, die zugleich Inhaberin des Erstverleihs Gloria-Film GmbH & Co. Filmverleih KG  war. 
Die Dreharbeiten dauerten vom 26. Mai bis zum 25. Juli 1955. Die Außenaufnahmen entstanden in Besenhausen bei Göttingen sowie auf Sylt und in Bredstedt, die Atelieraufnahmen in den Studios der Bavaria Film in Geiselgasteig. 
Mit seiner Effi-Briest-Verfilmung Rosen im Herbst verleiht Regisseur Jugert der Figur Innstetten einen menschlicheren und gefühlsbetonteren Charakter, der einen zärtlicheren Umgang mit Effi pflegt als die Figur im Roman. Ruth Leuwerik, die die anfangs 18-jährige Effi Briest darstellte, war zu der Zeit 31 Jahre alt.
Paul Hartmann, der hier Effi Briests Vater spielt, spielte 1939 den Major von Crampas in Der Schritt vom Wege.

## Auszeichnungen
Die Filmbewertungsstelle Wiesbaden verlieh der Produktion das Prädikat wertvoll.

## Kritiken
- „‚Effie Briest‘ nun unter Rudolf Jugerts Regie auf der bunten Breitwand: Die gedämpften, nüchternen Dialoge – bis auf kleine und gut angepaßte Zusätze wörtlicher Fontane – werden von symbolschäumenden Meereswogen und schwelgerischen Seidenroben einigermaßen überrauscht. Als Gutsbesitzerstochter Effie entspricht Ruth Leuwerik, graziös und auch hinreichend märkisch, durchaus der Romanvorlage. Hingegen ist Bernhard Wicki für die Rolle Instettens, des ehrgeizigen und korrekten Überpreußen, doch zu südlich temperiert und weich, so angestrengt er sich auch die eigene Art zu verbeißen müht.“[1] – Der Spiegel vom 30. November 1955

- „Theodor Fontanes ‚Effi Briest‘ als gepflegt-gefühliges Unterhaltungskino (…) Sorgfältig inszeniert, aufwendig in der Ausstattung, doch sehr auf Äußerlichkeiten konzentriert.“ – Lexikon des internationalen Films[2]

- „(…) wegen der Besetzung unverständlich uninspirierter Film, der die feinen Töne Fontanes niederwalzt.“ (Wertung: 1 von 4 möglichen Sternen = schwach) – Adolf Heinzlmeier und Berndt Schulz: Lexikon „Filme im Fernsehen“[3]

- „Sorgfältige, sehr aufwendige Bemühungen, aber nur um Äußerliches.“ – 6000  Filme, 1963[4]

- „An Fontanes ‚Effi Briest‘ erinnern nur der Schauplatz und die Namen. Nichts blieb übrig von dem, was darzustellen Fontane seine dichterische Kraft bemüht. Eine nichtssagende, billige Unterhaltung.“ – Evangelischer Filmbeobachter[5]